# 피호제
피호제(라틴어: clientela 클리엔텔라[*])는 고대 로마 특유의 사회구조다. 모든 시민들이 보호자(라틴어: patronus 파트로누스[*])와 피호자(라틴어: cliens 클리엔스[*])의 관계로 묶여 있다. 보호자와 피호자는 쌍무적 관계로서, 보호자가 피호자의 생계와 생명을 보장해주는 대신 피호자는 보호자에게 충성과 필요할 경우 정치적 지지를 바친다. 이 때 보호자 피호자 관계는 상대적이다. 즉, 누군가의 보호자가 누군가의 피호자일 수 있으며, 이런 보호와 피호의 다단계가 지도층에서 밑바닥까지 사회 전체를 조밀하게 연결하고 있다. 시민 전체가 마피아 조직원인 것과 같은 상태이며, 이 때문에 정변이 일어나도 다단계 가장 꼭대기의 최고위 귀족들 사이에서만 정치권력이 교체될 뿐 사회 전체는 바뀌지 않는다.